# Быканов, Прокопий Иннокентьевич
Проко́пий Инноке́нтьевич Быка́нов (27 октября 1938 года, Халбакинский наслег, Вилюйский улус, Якутская АССР — 4 января 2014 года, Якутск) — советский горняк, бульдозерист. Герой Социалистического Труда (1985), народный депутат СССР.

## Биография
Родился в Халбакинском наслеге (ныне Вилюйский улус Республики Саха) в крестьянской семье. По национальности — якут. Окончил среднюю школу-семилетку.
После окончания школы работал в колхозе. С 1959 года по 1961 год служил в Вооружённых Силах СССР. В 1962 году окончил школу механизации сельского хозяйства в Якутске (ныне — Якутский индустриально-педагогический колледж), получил специальность «тракторист — машинист широкого профиля».
Работал в Верхнеколымском районе. В 1967 году переехал в Усть-Янский район, устроился в совхоз «Силянняхский». В 1974 году перешёл работать бульдозеристом на прииск «Депутатский», через некоторое время стал бригадиром бульдозеристов карьера «Центральный».
Бригада добилась высокой выработки на единицу техники, освоила и внедрила новую технику и передовые технологии в условиях вечной мерзлоты.
Указом Президиума Верховного Совета СССР от 15 января 1985 года за выдающиеся производственные достижения, большие заслуги в развитии золотодобывающей промышленности Якутии и проявленный при этом трудовой героизм Быканову Прокопию Иннокентьевичу было присвоено звание Героя Социалистического Труда.
Работал на Депутатском горно-обогатительном комбинате 23 года, затем вышел на пенсию.
Избирался народным депутатом СССР, членом ЦК профсоюза цветной металлургии СССР, участвовал в общественной жизни. Жил в Якутске.
Скончался Быканов 4 января 2014 года в Якутске.

## Награды
- Медаль «Серп и Молот»
- Орден Ленина
- Орден Дружбы народов
- Орден «Знак Почёта»
- Медаль «В ознаменование 100-летия со дня рождения Владимира Ильича Ленина»
- Почётный гражданин Вилюйского улуса[3]
- Почётный гражданин Усть-Янского улуса[4]
- Почётный горняк СССР Министерства цветной металлургии СССР
- Высшая награда КПРФ — орден «Партийная доблесть»[1]
- другие награды